# Feeling B
Feeling B – niemiecki zespół tworzący muzykę punk, którego działalność przypadła na lata 1983–1993. Zespół rozpoczął swą działalność jeszcze w czasach NRD.
Grupa została założona w 1983 r. przez wokalistę Arthura „Aljoschę” Rompego, klawiszowca Christiana „Flake” Lorenza oraz gitarzystę Paula Landersa, którzy stanowili trzon zespołu aż do jego rozwiązania. Do grupy należał też basista Christoph Zimmermann. Funkcję perkusisty pełnił z przerwami Winfried Knoll, zaś w latach 1990–1992 jego miejsce zajmował Christoph Schneider.
Zespół rozpadł się w 1993 po wydaniu trzeciej płyty studyjnej, jednak występował później okazjonalnie. W tym samym roku Landers, Lorenz i Schneider dołączyli do Richarda Kruspe, Tilla Lindemanna i Olivera Riedla powołując do życia zespół Rammstein. W 1999 Zimmermann zginął w katastrofie lotniczej, z kolei Rompe zmarł w 2000 na atak astmy. W 2007 Lorenz odnalazł taśmy z niewydanymi lub nieukończonymi utworami Feeling B. Utwory te zostały nagrane ponownie i zremiksowane, a następnie wydane w tym samym roku jako czwarty i ostatni album grupy.

## Skład zespołu
- Aljoscha Rompe(inne języki) – wokal
- Christian Lorenz – keyboard
- Paul Landers – gitara
- Christoph Schneider – perkusja
- Alexander Kriening – instrumenty perkusyjne
- Christoph Zimmermann – gitara basowa

## Dyskografia
- Hea Hoa Hoa Hea Hea Hoa (1989)
- Wir kriegen euch alle (1991)
- Die Maske des Roten Todes (1993)
- Grün & Blau (2007)